# Vladimirs Koļesņičenko
Vladimirs Koļesņičenko (ur. 4 maja 1980 w Rydze) – łotewski piłkarz grający na pozycji ofensywnego pomocnika.

## Kariera klubowa
Koļesņičenko pochodzi z Rygi. Karierę piłkarską rozpoczął w tamtejszym klubie Skonto-Metāls Ryga. W 1996 roku zadebiutował w jego barwach w pierwszej lidze łotewskiej. Po roku gry odszedł do Skonto Ryga. W latach 1997–2002 sześciokrotnie z rzędu wywalczył ze Skonto mistrzostwo kraju. Pięciokrotnie w latach 1997, 1998, 2000-2002 zdobył ze Skonto Puchar Łotwy. W sezonie 2000 z 17 golami na koncie został królem strzelców Virslīgi.
W 2003 roku Koļesņičenko odszedł do Torpeda-Metałłurg Moskwa. Przez pół roku rozegrał 7 spotkań w rosyjskiej Premier Lidze. Latem 2003 wrócił do Skonto i zarówno w 2003, jak i 2004 roku wywalczył kolejne dwa tytuły mistrza Łotwy. W połowie 2004 roku wrócił do Moskwy. W FK Moskwa grał głównie w rezerwach i w pierwszym zespole wystąpił tylko jeden raz. Jesienią 2004 roku był zawodnikiem Venty Kuldiga, ale nie rozegrał w nim żadnego spotkania, a wkrótce Venta zbankrutowała.
W 2006 roku Koļesņičenko został piłkarzem zespołu FK Ventspils. W latach 2006–2008 trzykrotnie z rzędu przyczynił się do wywalczenia przez Ventspils mistrzostwa Łotwy. W 2007 roku zdobył z nim też Puchar Łotwy.
W 2009 roku Koļesņičenko trafił do azerskiego İnteru Baku. Po pół roku gry w lidze azerskiej wrócił do Skonto Ryga, z którym zajął 3. miejsce w lidze. Po zakończeniu sezonu 2009 nie przedłużył kontraktu ze Skonto i został wolnym zawodnikiem. W lutym 2010 podpisał kontrakt z Czornomorcem Odessa
| Sezon   | Klub                     | Kraj        | Rozgrywki     | Mecze | Bramki |
| ------- | ------------------------ | ----------- | ------------- | ----- | ------ |
| 1996    | Skonto-Metāls Ryga       | Łotwa       | Virslīga      | 27    | 1      |
| 1997    | Skonto Ryga              | Łotwa       | Virslīga      | 12    | 3      |
| 1998    | Skonto Ryga              | Łotwa       | Virslīga      | 1     | 0      |
| 1999    | Skonto Ryga              | Łotwa       | Virslīga      | 25    | 13     |
| 2000    | Skonto Ryga              | Łotwa       | Virslīga      | 28    | 17     |
| 2001    | Skonto Ryga              | Łotwa       | Virslīga      | 28    | 8      |
| 2002    | Skonto Ryga              | Łotwa       | Virslīga      | 27    | 11     |
| 2003    | Torpedo-Metałłurg Moskwa | Rosja       | Priemjer-Liga | 7     | 0      |
| 2003    | Skonto Ryga              | Łotwa       | Virslīga      | 13    | 4      |
| 2004    | Skonto Ryga              | Łotwa       | Virslīga      | 10    | 1      |
| 2004    | FK Moskwa                | Rosja       | Priemjer-Liga | 1     | 0      |
| 2005    | FK Moskwa                | Rosja       | Priemjer-Liga | 0     | 0      |
| 2005    | Venta Kuldiga            | Łotwa       | Virslīga      | 0     | 0      |
| 2006    | FK Ventspils             | Łotwa       | Virslīga      | 18    | 3      |
| 2007    | FK Ventspils             | Łotwa       | Virslīga      | 23    | 1      |
| 2008    | FK Ventspils             | Łotwa       | Virslīga      | 23    | 4      |
| 2008/09 | İnter Baku               | Azerbejdżan | Premyer Liqa  | 9     | 1      |
| 2009    | Skonto Ryga              | Łotwa       | Virslīga      | 10    | 3      |

## Kariera reprezentacyjna
W reprezentacji Łotwy Koļesņičenko zadebiutował 10 lipca 1997 roku w wygranym 2:1 spotkaniu Pucharu Bałtyckiego z Estonią. Wraz z Łotwą wystąpił także w eliminacjach do Mistrzostw Świata 2002, Euro 2004, Mistrzostw Świata 2006 i Euro 2008 i Mistrzostw Świata 2010.